# Réserve biologique des monts d'Azur

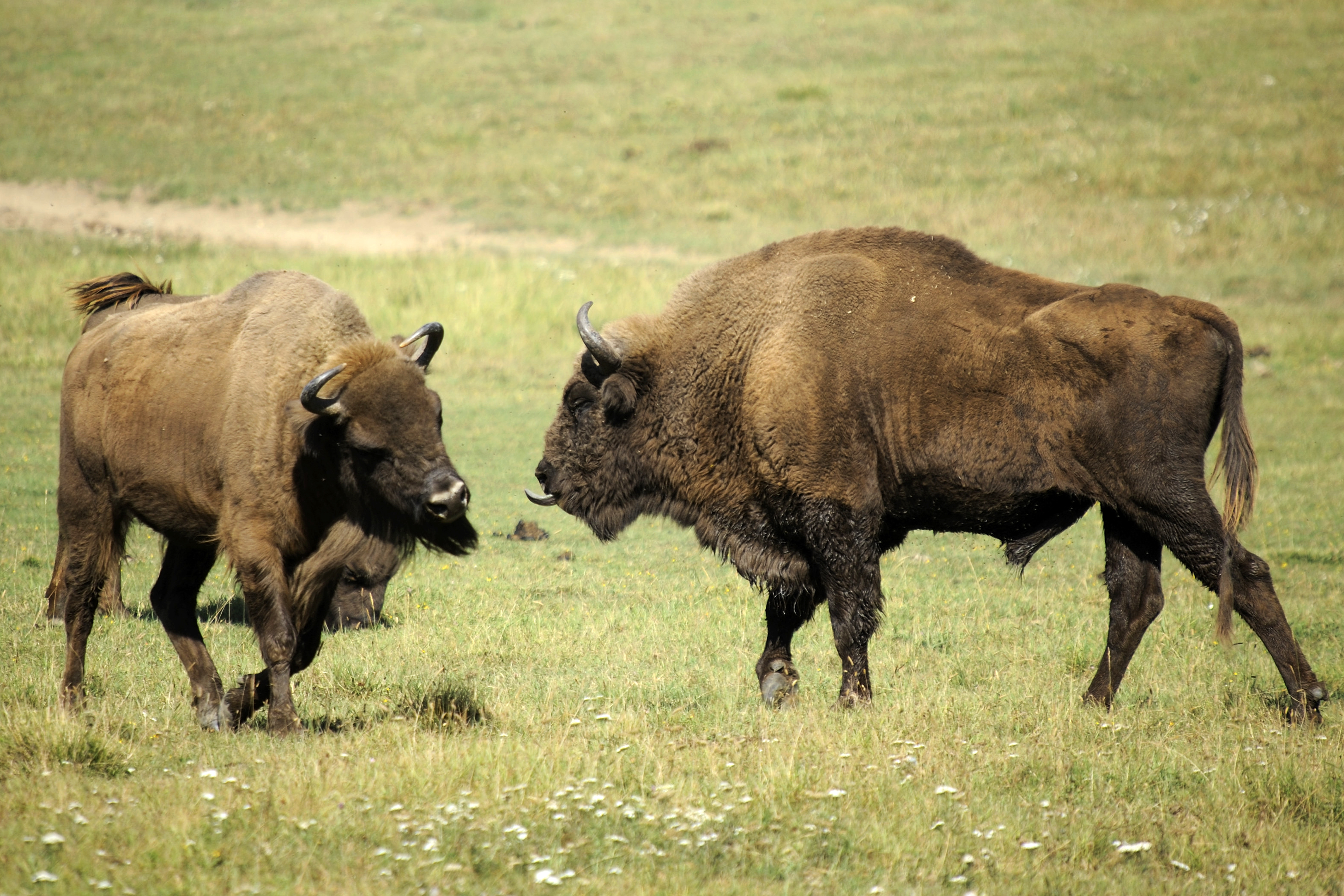
Deux bisons d'Europe dans la réserve.

Patrice et Alena Longour sur le site de la Réserve des Monts d'Azur au début de leur aventure.

La réserve des monts d’Azur est un parc animalier clôturé situé dans la commune française d'Andon dans le département des Alpes-Maritimes en région Provence-Alpes-Côte d'Azur. Le site est voué à la conservation et la restauration de la faune et de la flore européenne.
La réserve est située dans une zone naturelle de 700 hectares et comporte un espace composé de landes, forêts et prairies où ont été réintroduits plusieurs espèces d’animaux sauvages, et où se tient une villa bioclimatique pour accueillir les visiteurs et des écologues ainsi que des écolodges (sortes de tentes-chalets) placées au milieu des animaux.

## Histoire du site
Patrice Longour est un vétérinaire du sud de la France. Il a milité pendant plusieurs années au sein de l’association « Preserve », basée au Botswana en Afrique. Créée avec son ami Daniel Baubet, également vétérinaire, elle avait pour but de lutter pour la protection du delta de l'Okavango.
C'est à la suite de sa rencontre avec le chef traditionnel de la région et futur président du Botswana, Ian Khama, qui le questionne sur la légitimité des Européens à donner des leçons de conservation aux Africains alors qu’ils ont, eux-mêmes, laissé disparaître de nombreuses espèces, que naît son idée de créer une réserve en France. Il abandonne alors son cabinet de vétérinaire afin de se consacrer à son projet  de réimplantation d’espèces sauvages dans le sud de la France avec sa femme Alena Longour.
En 2003 est acheté le domaine du Haut-Thorenc dans l’arrière-pays grassois. En 2006, après 10 ans d'efforts, Alena et Patrice Longour créent La Réserve biologique des Monts d'Azur pour reconstituer la faune d'antan avec bisons d'Europe, cheval de Przewalski et élans d'Europe.

## Écologie
Située à la frontière de deux zones écologiques, la réserve possède une grande biodiversité. De très nombreuses espèces méditerranéennes et alpestres y cohabitent.
S’étageant entre 1 000 et 1 600 mètres, elle rassemble des habitats très divers, abritant un très grand nombre d’espèces végétales et animales dont certaines rares et mêmes endémiques. Ainsi, environ 800 espèces différentes ont été répertoriées sur la réserve.
La Réserve des Monts d’Azur est aussi un centre de recherche. Leurs propriétaires désirent démontrer que les grandes espèces disparues doivent retrouver leur place dans les écosystèmes européens et cohabiter paisiblement avec les espèces déjà présentes.

### Faune
En 2005 et 2006, Patrice Longour et son équipe ont ramené de la forêt de Białowieża (Pologne) deux espèces en voie d’extinction, pour les introduire dans la réserve. Il s'agit :
- du bison d’Europe
- du cheval de Przewalski.

Le domaine du Haut-Thorenc comprend un troupeau de bisons d'une cinquantaine d'individus, ainsi que 35 chevaux de Przewalski, 150 cerfs élaphes adultes et une centaine de sangliers. Ils accueillent aussi désormais des Élans.
Les espèces suivantes y ont également été observées :
- Chevreuil
- Loup gris commun
- Lynx boréal
- Chamois
- Élan d'Europe
- Renard roux
- Blaireau européen
- Aigle royal
- Autour des palombes
- Faucon pèlerin
- Buse variable
- Hibou grand-duc
- Nyctale de Tengmalm
- Chevêchette d'Europe
- Hirondelle[Lesquelles ?]
- Rougequeue noir
- Torcol fourmilier
- Traquet motteux
- Alouette[Lesquelles ?]
- Bergeronnette printanière
- Pic noir
- Pinson des arbres
- Mésange charbonnière
- Mésange bleue
- Merle noir
- Pie bavarde
- Geai des chênes
- Grand Corbeau
- Canard colvert
- Grèbe castagneux
- Chevalier guignette
- Chevalier cul-blanc
- Chevalier aboyeur
- Échasse blanche
- Bécassine des marais
- Vipère d'Orsini
- Vautour fauve
- Vautour moine
- Daim

### Flore
Le paysage se répartit entre pelouses sèches, forêts, éboulis, maquis, prairies, étangs, etc. La réintroduction des grands mammifères aurait été très bénéfique pour la diversité végétale : sur une même parcelle, sept espèces de plantes ont été recensées aux débuts de la réserve contre 38 espèces en 2016.

## Safaris
Les visiteurs parcourent la Réserve avec un guide, à pied, en calèche, en traîneau ou en raquette en hiver.

### Safari à pieds
Deux types de safari à pieds sont proposés : un d'une heure trente et l'autre de deux heures. Le but est de vivre une immersion totale derrière un guide pour s'approcher au plus proche des animaux, et aller à des endroits inaccessibles aux calèches.

### Safari en calèche
Le safari en calèche permet de faire une visite d'une heure avec des plus jeunes ou bien des plus anciens.
Elles sont tractés par deux chevaux de trait de race Mulassiers poitevins et Boulonnais.

### Safari en raquettes et en traineau
En hiver, les safaris à pieds sont remplacés par ceux en raquettes, et ceux en calèches par ceux en traineaux tirés par des chevaux de trait.

## Hébergements
Des chambres et des lodges à louer sont mises à disposition.